# Täna
Täna – debiutancki album studyjny estońskiego piosenkarza Jüriego Pootsmanna, wydany 18 listopada 2016 roku nakładem wytwórni Universal Music Oy.

## Single
- „Nii või naa” – został wydany 3 czerwca 2016 roku[1]. Do piosenki zrealizowano teledysk[2].
- „Ootan und” – został wydany 2 września 2016 roku[3]
- „Täna” – został wydany 18 listopada 2016 roku[4].
- „Silmades” – został wydany 28 lutego 2017 roku[5]. Do piosenki zrealizowano tzw. „lyric video”[6].

## Lista utworów
Spis sporządzono na podstawie materiału źródłowego
| Täna | Täna               | Täna    |
| Nr   | Tytuł utworu       | Długość |
| ---- | ------------------ | ------- |
| 1.   | „Otsin sind homme” | 3:44    |
| 2.   | „Liiga kiire”      | 3:51    |
| 3.   | „Loving Arms”      | 3:49    |
| 4.   | „Täna”             | 3:14    |
| 5.   | „Nii või naa”      | 3:35    |
| 6.   | „Teisel pool”      | 3:51    |
| 7.   | „Tuleta”           | 5:37    |
| 8.   | „Üles ei vaata”    | 4:05    |
| 9.   | „Silmades”         | 3:27    |
| 10.  | „Ootan und”        | 4:11    |
|      |                    | 39:24   |